# Campeonato Mundial de Esquí Acrobático de 1999
El VII Campeonato Mundial de Esquí Acrobático se celebró en la localidad alpina de Meiringen (Suiza) entre el 8 y el 14 de marzo de 1999 bajo la organización de la Federación Internacional de Esquí (FIS) y el organismo Swiss Ski.

## Medallistas

### Masculino
| Evento                     | Oro                                    | Plata                                  | Bronce                                 |
| -------------------------- | -------------------------------------- | -------------------------------------- | -------------------------------------- |
| Baches (10.03)             | Janne Lahtela · Finlandia · 26,59 pts. | Lauri Lassila · Finlandia · 26,12 pts. | Sami Mustonen · Finlandia · 26,07 pts. |
| Baches en paralelo (14.03) | Johann Grégoire Francia                | Janne Lahtela · Finlandia              | Lauri Lassila · Finlandia              |
| Acrobacias (11.03)         | Ian Edmondson Estados Unidos 26,25     | Mike McDonald · Canadá · 25,89         | Heini Baumgartner · Suiza · 25,75      |
| Salto aéreo (13.03)        | Eric Bergoust Estados Unidos 253,03    | Christian Rijavec · Austria · 245,03   | Joe Pack Estados Unidos 238,40         |

### Femenino
| Evento                     | Oro                                    | Plata                                | Bronce                              |
| -------------------------- | -------------------------------------- | ------------------------------------ | ----------------------------------- |
| Baches (10.03)             | Ann Battelle Estados Unidos 24,37 pts. | Kari Traa · Noruega · 24,12 pts.     | Corinne Bodmer · Suiza · 23,80 pts. |
| Baches en paralelo (14.03) | Sandra Schmitt · Alemania              | Kari Traa · Noruega                  | Ann Battelle Estados Unidos         |
| Acrobacias (11.03)         | Natalia Razumovskaya · Rusia · 27,94   | Oxana Kushchenko · Rusia · 26,89     | Annika Johansson · Suecia · 25,30   |
| Salto aéreo (13.03)        | Jacqui Cooper Australia 197,83         | Hilde Synnøve Lid · Noruega · 185,15 | Nicole Stone Estados Unidos 180,71  |

## Medallero
| Núm. | País           | Oro | Plata | Bronce | Total |
| ---- | -------------- | --- | ----- | ------ | ----- |
| 1    | Estados Unidos | 3   | 0     | 3      | 6     |
| 2    | Finlandia      | 1   | 2     | 2      | 5     |
| 3    | Rusia          | 1   | 1     | 0      | 2     |
| 4    | Alemania       | 1   | 0     | 0      | 1     |
| 4    | Australia      | 1   | 0     | 0      | 1     |
| 4    | Francia        | 1   | 0     | 0      | 1     |
| 7    | Noruega        | 0   | 3     | 0      | 3     |
| 8    | Austria        | 0   | 1     | 0      | 1     |
| 8    | Canadá         | 0   | 1     | 0      | 1     |
| 10   | Suiza          | 0   | 0     | 2      | 2     |
| 11   | Suecia         | 0   | 0     | 1      | 1     |
|      | TOTAL          | 8   | 8     | 8      | 24    |